# Lambert, Hendricks & Ross
Lambert, Hendricks & Ross fue un trío de vocalese formado por los vocalistas de jazz Dave Lambert, Jon Hendricks y Annie Ross. Son, probablemente, los intérpretes más conocidos del estilo vocalese.

## Historia
El grupo se formó en 1957 y grabaron su primer álbum Sing a song of Basie para Paramount Records. El disco contiene versiones de clásicos de Count Basie y tuvo tanto éxito que la Count Basie Orchestra colaboró con ellos en 1959 en el disco Sing along with Basie, el cual, obtuvo un Grammy en 1998 como uno de los mejores discos de la historia.
En 1959, el trío firmó un contrato con Columbia Records, para los cuales grabaron 3 LP. Su canción Twisted, con letra de Annie Ross sobre una melodía de Wardell Gray, se incluye en la banda sonora de la película de Woody Allen Desmontando a Harry, la cual, fue interpretada por Joni Mitchell, Bette Midler y otros.
High Flying ganó un Grammy por la mejor interpretación por un grupo vocal en 1962.
Annie Ross dejó el grupo en 1962 y fue reemplazada por Yolande Bavan, con lo que el grupo pasó a denominarse Lambert, Hendricks & Bavan, los cuales, grabaron tres discos antes de que se deshiciese el grupo en 1964. Cualquier esperanza de una nueva reunión del grupo, terminó con la muerte de Lambert, en 1966, en un accidente de coche.

## Discografía
Álbumes de Lambert, Hendricks & Ross
- Sing A Song of Basie (1957)
- Sing Along With Basie (1958)
- The Swingers! (1958)
- Lambert, Hendricks, & Ross! (aka "The Hottest New Group In Jazz") (1960)
- Lambert, Hendricks & Ross Sing Ellington (1960)
- The Real Ambassadors (1962)
- High Flying with Lambert, Hendricks & Ross (también conocido como The Way-Out Voices of Lambert, Hendricks and Ross) (1962)

## Álbumes de Lambert, Hendricks and Bavan
- Live At Basin Street East (1963) (directo)

- At Newport '63 (1963) (directo)

- Havin' a Ball at the Village Gate (aka Lambert, Hendricks and Bavan at the Village Gate) (1964) (directo)

- Datos: Q1801348